# Dème d'Achaïe-Occidentale
Achaïe-Occidentale (en grec : Δυτική Αχαΐα) est un dème situé dans la périphérie de Grèce-Occidentale en Grèce. Le dème actuel est issu de la fusion en 2010 entre les anciens dèmes de Dymé, du Lárissos, de la Móvri et d'Olénie.

## Subdivisions

### District municipal de Dymé (Δημοτική Ενότητα Δύμης)

District municipal de Dymé.

District municipal du Lárissos.

District municipal de la Móvri.

District municipal d'Olénie.

Il comptait 10 227 habitants en 2011. Il tient son nom de la cité antique de Dymé.

### District municipal du Lárissos (Δημοτική Ενότητα Λαρισσού (Λαρίσου)
Il comptait 5 650 habitants en 2011. Il tient son nom du Lárissos (en), un cours d'eau qui se jette dans la lagune de Procópos (el).
Il comprend une communauté municipale et 10 communautés locales, dont celle de l'Áraxos qui comprend elle-même la localité d'Áraxos.

### District municipal de la Móvri (Δημοτική Ενότητα Μόβρης)
Il comptait 4 605 habitants en 2011. Il tient son nom de la Móvri (el), une chaîne montagneuse.

### District municipal d'Olénie (Δημοτική Ενότητα Ωλενίας)
Il comptait 5 434 habitants en 2011. Il tient son nom du territoire de la cité antique d'Olénos.